# VFA-2
Phi đoàn Xung kích Chiến đấu 2 (Strike Fighter Squadron 2 - VFA-2) là một đơn vị Không lực Hải quân Hoa Kỳ. Đơn vị còn có biệt danh là "Bounty Hunters", đóng quân tại trạm Không lực Hải quân Lemoore, California. Hiện nay, đơn vị đang triển khai trên tàu sân bay USS Abraham Lincoln (CVN-72) với các phi cơ Boeing F/A-18E/F Super Hornet

biểu tượng của VFA-2

## Lịch sử
Sự ra đời của F-4 Phantom II đánh dấu một bước ngoặt lớn trong lịch sử phi cơ chiến đấu. Nó thành công đến nỗi phải mất 14 năm để Hải quân Hoa Kỳ nhận được loại máy bay chiến đấu mới thay thế cho những chiếc McDonnell Douglas F-4 Phantom II, vốn được trang bị cho các tàu sân bay từ năm 1958.
Ngày 1 tháng 10 năm 1972, 2 chiếc F-14 Tomcat đầu tiên đã đến căn cứ Miramar ở San Diego, hình thành nên nòng cốt của 2 phi đoàn mới với trang bị máy bay F-14 là VF-1 và VF-2.
Tháng 9 năm 1980, cả hai phi đoàn VF-1 và VF-2 được bố trí trên tàu sân bay USS Ranger (CVA-61). Bốn tháng sau đó, tàu được điều đến biển Ấn Độ Dương và Vịnh Péc-xích để chờ thời cơ giải thoát các cho con tin người Mỹ ở Iran
Năm 1993, VF-2 được chuyển từ loại F-14A Tomcat sang sử dụng loại F-14D Super Tomcat. Những chiếc F-14D Tomcat thuộc VF-2 được điều khiển bởi 38 sĩ quan và 259 quân nhân làm nhiệm vụ hậu cần với số tiền chi trả hàng năm lên đến gần 13 triệu USD. Toàn bộ đơn vị VF-2 đã chuyển từ căn cứ Miamar đến sân bay hải quân Oceana trong suốt năm tiếp theo với khoảng 78 máy bay và 1.500 quân nhân.
Tháng 4 năm 1997, VF-2 được bố trí trên tàu sân bay USS Constellation (CV-64), và di chuyển luân phiên đều đặn từ vịnh Péc-xích đến Thái Bình Dương trong 6 tháng. Đơn vị đã tham gia vào chiến dịch tự do lâu dài, Southern Watch, Iraq tự do, bay nhiệm vụ trên 2.000 giờ, xuất kích 483 lần với tỷ lệ 98% nhiệm vụ hoàn thành và sử dụng 320.000 pound đồ quân nhu.
Ban đầu mang tên VF-2, sau đó năm 2003 các đơn vị được thống nhất với tên gọi VFA-2, với sự chuyển từ F-14D Super Tomcat sang F/A-18F Super Hornet.
Vào ngày 6 tháng 10 năm 2003, VF-2 được nhận những chiếc F/A-18F Super Hornet đầu tiên, đồng thời cũng chuyển tên hiệu thành VFA-2. Sự chuyển tiếp với loại máy bay chiến đấu mới mất 4 tháng rưỡi, một khoảng thời gian ngắn cho sự thay đổi giữa Tomcat và Super Honet. Khi tàu USS Constellation (CV-64) thôi hoạt động, VFA-2 đã triển khai đến tàu USS Abraham Lincoln (CVN-72). Đơn vị điều đến Đại Tây Dương vào tháng 10 năm 2004 và trở về sau khi đã tham gia vào chiến dịch cứu giúp nhân đạo cho nạn nhân sóng thần ở Nam Á.
Vào tháng 3 tháng 2006, VFA-2 trở lại tàu USS Abraham Lincoln (CVN-72) tham gia vào các hoạt động quân sự Reception Staging Onward Movement và Integration và Foal Eagle 2006.